# Maizery
Maizery (Duits: Macheringen) is een plaats en voormalige gemeente in het Franse departement Moselle in de regio Grand Est en telt 895 inwoners (1999).

## Geschiedenis
De gemeente maakte deel uit van het arrondissement Metz-Campagne totdat dit op 1 januari 2015 fuseerde met het arrondissement Metz-Ville tot het huidige arrondissement Metz. Toen op 22 maart 2016 het kanton Pange werd opgeheven werd de gemeente opgenomen in het op die dag gevormde kanton Le Pays Messin. Op 1 juni 2016 fuseerde Maizery met de aangrenzende gemeente Colligny tot de huidige commune nouvelle Colligny-Maizery.

## Geografie
De oppervlakte van Maizery bedraagt 3,2 km², de bevolkingsdichtheid is 46,6 inwoners per km² en de gemeente telt 149 inwoners (2004).
De onderstaande kaart toont de ligging van Maizery met de belangrijkste infrastructuur en aangrenzende gemeenten.

## Demografie
Onderstaande figuur toont het verloop van het inwonertal (bron: INSEE-tellingen).